# Velké Popovice
Velké Popovice è un comune della Repubblica Ceca facente parte del distretto di Praha-východ, in Boemia Centrale.
Vi si trova il birrificio originario dov'è prodotta la Velkopopovický Kozel.